# Kirka

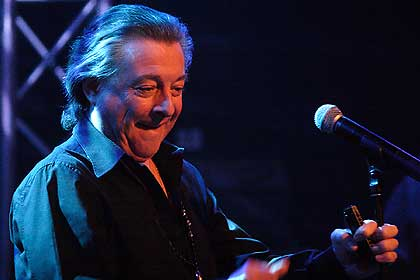
Kirka bei seinem letzten Auftritt am 19. Januar 2007 im Ravintola Foxia in Oulu

Kirka (* 22. September 1950 in Helsinki; † 31. Januar 2007 ebenda, bürgerlich Kirill Babitzin) war ein finnischer Musiker.
Im Laufe seiner Karriere hat er 78 Singles und fast 60 Alben veröffentlicht. Sein Album Surun pyyhit silmistäni von 1988 war damals das meistverkaufte Album der finnischen Musikgeschichte und ist mit über 200.000 verkauften Einheiten und einer Doppel-Platin-Auszeichnung noch immer auf Platz drei dieser Liste.

## Karriere
Kirill Babitzin kam im Alter von fünf Jahren zur Musik, als ihm seine Großmutter ein Akkordeon schenkte. Schon bald folgten erste kleinere Auftritte, z. B. im Altersheim von Porvoo. 1957 wurde er eingeschult und besuchte eine russische Schule in Eira. Zwei Jahre später wurde er zusätzlich in der Akkordeonschule von Lasse Pihlajamaa angemeldet. 1960 nahm der zehnjährige Kirill an seinem ersten Akkordeonwettbewerb teil und wurde Zweiter.
Bald entdeckte er seine Liebe zum Rock ’n’ Roll. 1962 wurde Kirill Babitzin Sänger der Rock-Band The Creatures, wofür er sich den Künstlernamen Kirka zulegte. Das erste Konzert folgte am 1. Oktober desselben Jahres an einer Technikschule für Mädchen. 1964 hatte die Band einen Auftritt im Fernsehen und wirkte 1966 in dem Film Käpy selän alla mit, in dem sie das Lied Where Can She Be präsentierten.
1967 veröffentlichte Kirka bei Love Records seine erste Solo-Single Anna Suukko Vain/Silloin Ihminen Kaunein On. Kurz danach lösten sich The Creatures auf. Kirka trat erst der Mosaic Band bei, deren Mitglieder sich jedoch ebenfalls trennten, und dann der Pop-Band The Islanders.
Am 18. Oktober 1967 wurde das Lied Hetki lyö veröffentlicht – Kirkas Durchbruch. Die Erfolgssingle brachte ihm eine erste mehrwöchige Tour durch Nordfinnland ein. Hetki lyö erreichte im Januar 1968 Platz 3 in den finnischen Charts, es folgten im August die Single Leijat auf Platz 6 und im November Ehkä suukon antaa saan auf Platz 5. Kirka veröffentlichte im Februar 1969 sein erstes Album Kirka keikalla bei dem Label Scandia, das zugleich auch die erste Live-LP war, die in Finnland erschienen ist. Das Album stieg bis auf Platz 1 in den Charts. Noch im selben Jahr reichte er sein zweites Album Kirka nach, weitere Alben folgten.
Auch seine Geschwister hatten musikalische Karrieren gewählt, wodurch einige Kooperationen entstanden. 1979 veröffentlichte Kirka ein ganzes Album mit seiner Schwester Anna, im Jahr danach eines mit Muska und Anna. Auch gemeinsame Tourneen wurden veranstaltet. Manchmal kreuzten sich ihre Wege aber auch. Kirka nahm bereits seit 1972 immer wieder an den finnischen Vorausscheidungen für den Eurovision Song Contest teil. 1974 lieferten auch Muska und Ykä einen Beitrag. 1979 wiederum versuchte Kirka die Qualifizierung gemeinsam mit Anna und Muska.
Erst im achten Anlauf konnte Kirka schließlich eine finnische Vorausscheidung für sich entscheiden. Er repräsentierte Finnland beim Eurovision Song Contest 1984 in Luxemburg mit dem Lied Hengaillaan und erreichte dabei Platz 9 bei 19 Teilnehmern. Im selben Jahr erhielt er für ein Album mit gleichem Titel seine erste Goldene Schallplatte und wurde mit der Emma, dem bedeutendsten finnischen Musikpreis, für seine Leistungen als Einzelkünstler ausgezeichnet. 1991 erhielt er eine Ehren-Emma noch eine weitere Emma als bester finnischer Einzelkünstler.
1985 war kein so gutes Jahr für Kirka. Das Finanzamt forderte die Nachzahlung ausstehender Steuern in Höhe von 1,5 Mio. Finnmark. Trotz der Veröffentlichung weiterer erfolgreicher Alben machte die Begleichung seiner Schulden dem Musiker schwer zu schaffen, die letzte Rate bezahlte er erst 1993; 1988 musste er deswegen sogar Sozialhilfe beantragen. Dies war dann auch das Jahr, in dem das Album Surun pyyhit silmistäni erschien, das mit über 200.000 verkauften Einheiten noch immer eines der erfolgreichsten Album in Finnland ist. Kirka nahm auch weiterhin an den finnischen Vorausscheidungen für den Eurovision Song Contest teil, konnte diese aber nie mehr für sich entscheiden.
Im Herbst 1997 veranstaltete Kirka zu seinem 30-Jahre-Jubiläum eine große Tour. Aus den ursprünglich geplanten 18 Konzerten wurden 56, von denen alle bis auf eines ausverkauft waren. Auch seine Veranstaltungen in den nächsten Jahren waren gut besucht, und das obwohl er um die 200 Mal pro Jahr auftrat. Gemeinsam mit drei weiteren finnischen Musikern – Pepe Willberg, Pave Maijanen und Hector – gründete er zudem das Quartett Mestarit. Die bei einem Auftritt 1998 in der Hartwall Areena aufgenommene Doppel-CD Mestarit Areenalla wurde mit der Emma als bestes Album des Jahres 1999 ausgezeichnet. Am 5. August 1999 spielte die Gruppe vor 35.000 Menschen im Olympiastadion Helsinki.
Kirka starb am 31. Januar 2007 um 1:30 Uhr Nachts unerwartet im Alter von 56 Jahren in seinem Haus in Kruununhaka. Die Ursache wurde nicht bekanntgegeben. Er wurde am 2. Februar 2007 am orthodoxen Friedhof von Helsinki bestattet, wo sich auch schon die Gräber seines Bruders Sammy und seines Vaters befinden.

## Familie
Kirill Babitzin kam am Morgen des 22. Septembers 1950 als Sohn der russischen Emigranten Leo und Elisabeth Babitzin zur Welt. Er hatte insgesamt fünf Geschwister: zwei ältere Brüder Leo (* 1946, † 1948) und Alexandr „Sammy“ Babitzin (* 1948) – der 1973 an den Folgen eines Autounfalls verstarb – einen jüngeren Bruder Georgij „Ykä“ Babitzin (* 1955) und zwei jüngere Schwestern Marija „Muska“ Babitzin (* 1952) und Anna Babitzin (* 1960).
1976 heiratete er Kirsti Mikkola, mit der er vier Kinder hatte – Katarine (* 1976), Boris (* 1978), Alexandra (* 1981) und Nikolai (* 1986). Eine weitere Tochter aus einer Affäre kam Ende 1982 zur Welt. Die Ehe wurde im März 1992 geschieden, am 7. November desselben Jahres heiratete er Paula Nummela, mit der er bereits seit 1991 in einem benachbarten Haus zusammengelebt hatte.

## Trivia
- Am 8. November 2006 kündigte die finnische Post den Druck von vier Sondermarken anlässlich des Eurovision Song Contests 2007 an. Eine dieser am 9. Mai 2007 veröffentlichten Marken zeigt einige frühere finnische Eurovisionsteilnehmer. Neben Kirka sind dies Laila Kinnunen (1961), Marion Rung (1962, 1973) und Katri Helena (1979, 1993).
- Kirka sollte eigentlich an der zweiten Staffel von Tanssii tähtien kanssa, der finnischen Version von Strictly Come Dancing, teilnehmen, die vom 25. Februar bis 22. April 2007 stattfand. Nach seinem Tod wurde er durch den aus Deutschland stammenden TV-Moderator und Schriftsteller Roman Schatz ersetzt, der in der 2. Runde ausschied.

## Diskografie (Auswahl)
- 1969: Kirka keikalla (Scandia, 1. Live-LP eines finnischen Musikers)
- 1969: Kirka (Scandia)
- 1971: Saat kaiken (Scandia)
- 1972: Nykyaikaa (Scandia)
- 1973: Rautaa ja kettinkiä (Scandia)
- 1974: Kirkan parhaita (Scandia)
- 1975: Tiukka linja (EMI)
- 1975: Babitzinit konsertissa (EMI, Live-Album)
- 1976: Lauantaiyö (EMI)
- 1977: Kaksi puolta (Finndisc)
- 1978: Anna & Kirka (Finndisc)
- 1979: Kirkan parhaat (Finndisc)
- 1981: Kirka (CBS)
- 1983: Täytyy uskaltaa (CBS)
- 1984: Hengaillaan (CBS, FI: Gold)
- 1985: Älä sano ei (CBS)
- 1985: Isot hitit (Finnlevy)
- 1986: R.O.C.K. (Flamingo, FI: Gold)
- 1987: The Spell (Flamingo)
- 1988: Surun pyyhit silmistäni (Flamingo, FI: ×2Doppelplatin )
- 1989: Anna käsi (Flamingo, FI: ×2Doppelplatin )
- 1989: Iskelmäkansio (Castle, 2 LP)
- 1990: Parhaat, uudet versiot (Flamingo)
- 1990: Ota lähellesi (Flamingo, FI: Platin)
- 1991: Kasvot peilissä (Flamingo, FI: Gold)
- 1991: Babitzin (Finnlevy, 2 LP)
- 1992: Pyydä vain (Flamingo, FI: Gold)
- 1994: Kirka (Flamingo, FI: Gold)
- 1996: Tie huomiseen (BMG)
- 1997: Hetki lyö: 1967-1997 (BMG, 2 CD/4 CD)
- 1999: Mestarit Areenalla (BMG/EMI, 2 CD, live)
- 2000: Suuri hetki (BMG)
- 2002: Sinut siinä nään (BMG)
- 2005: Elämääni eksynyt (SONY BMG)

## Auszeichnungen
- 1984: Emma als bester männlicher Einzelkünstler[5]
- 1991: Ehren-Emma[6]
- 1999: Emma für das beste Album Mestarit Areenalla[3]
- 2000: Emma als bester männlicher Einzelkünstler[7]

## Werke
- Kirill Babitzin, Raila Kinnunen: Enimmäkseen Kirkasta. WSOY, 1999, ISBN 951-0-23644-6 (Biografie).